# منحصربه‌فرد: پرده یکم
منحصربه‌فرد: پردهٔ یکم (انگلیسی: Singular: Act I) سومین آلبوم استودیویی خواننده آمریکایی، سابرینا کارپنتر است که در ۹ نوامبر ۲۰۱۸ توسط هالیوود رکوردز منتشر شد. کارپنتر بلافاصله پس از انتشار آلبوم دومش به نام تکامل در سال ۲۰۱۶، کار بر روی این آلبوم را شروع کرد. این آلبوم بیشتر یک آلبوم پاپ است که عناصری از دنس پاپ هم در آن وجود دارد و موضوع اصلی آن دربارهٔ خودتوانمندی است. این آلبوم اولین باری است که تمام ترانه‌ها توسط خود کارپنتر نوشته شده‌اند. برای حمایت از این آلبوم، کارپنتر در مارس ۲۰۱۹ تور منحصربه‌فرد را آغاز کرد.
دو تک‌آهنگ از این آلبوم منتشر شد که شامل «تقریباً عشق» و «از من شکایت کن» بود، در حالی که «پاریس» و «زمان بد» به‌عنوان تک‌آهنگ‌های تبلیغاتی معرفی شدند. علاوه بر این، تک‌آهنگ‌های «چرا» و «بیگانه» در لیست آهنگ‌های این آلبوم نبودند، اما در نسخهٔ ژاپنی آلبوم گنجانده شدند. این آلبوم نقدهای مثبتی از منتقدان موسیقی دریافت کرد و در جایگاه ۱۰۳ جدول بیلبورد ۲۰۰ ایالات متحده قرار گرفت. این آلبوم نیمهٔ اول یک پروژه دو قسمتی است که با آلبوم منحصربه‌فرد: پرده دوم (۲۰۱۹) ادامه پیدا می‌کند.